# Hamburg-Neuengamme

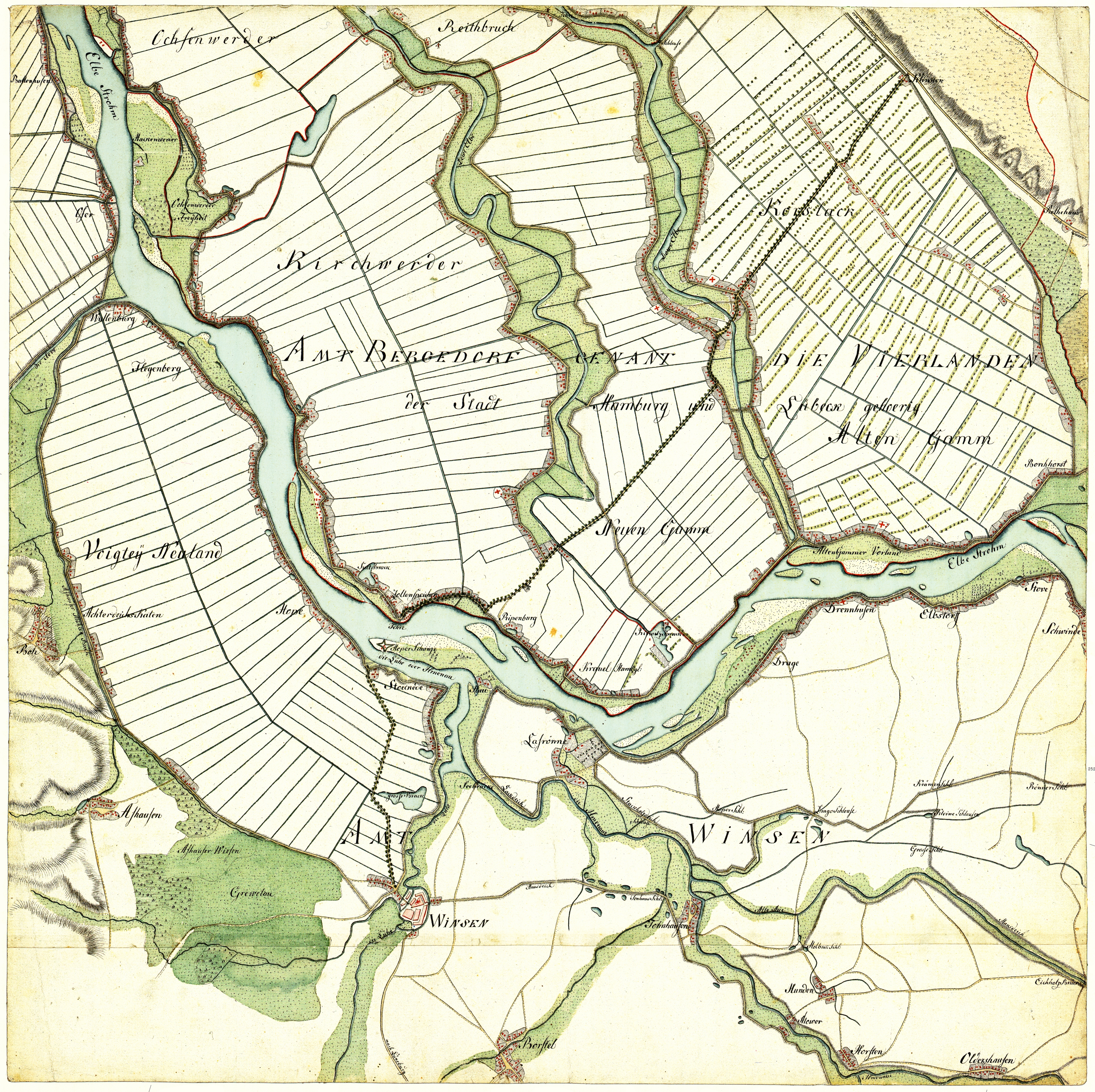
Neuengamme um 1790

Um 1900: Weg an einer Kate aus dem 18. Jahrhundert

Neuengamme ist ein Hamburger Stadtteil im Elbmarsch-Gebiet der Vierlande im Bezirk Bergedorf. Neuengamme war ursprünglich eine Elbinsel zwischen den Flussläufen des Hauptstroms der Elbe, der Gose Elbe und der Dove Elbe.
Eine Besiedlung des Gebietes erfolgte in der Form eines Straßendorfes entlang des Flussdeichs an der Dove Elbe, auf dessen Deichkrone sich die Hauptstraße durch den Ort befindet. Auf weiteren alten, teils verbundenen Deichbauten und über Brücken bestehen Wegeverbindungen zu den benachbarten Stadtteilen Altengamme, Kirchwerder und Curslack. In Neuengamme befand sich von 1938 bis 1945 das Konzentrationslager Neuengamme, heute eine Gedenkstätte.

## Geschichte
Der Name Neuengamme, ursprünglich Nova Gamma oder Nyengam, ist indogermanischer Herkunft und bedeutet „Neue Erde“. Die Geschichte des Orts ist, wie die aller vier Orte der Vierlande, sehr stark mit der Geschichte der Gegend verknüpft.

### Gründung im Mittelalter
Ab etwa 1100 wurden die späteren Vierlande, einige fruchtbare Elbinseln zwischen Flussarmen der Elbe, die sich hier vielfältig aufteilte, eingedeicht. Dabei wurden von Anfang an vier Kirchenplätze eingeteilt: Curslack, Altengamme, Neuengamme (im Jahre 1188 lat.: insula nondum cultä – „noch nicht bebaute Insel“) und Kirchwerder. Diese Planungen wurden unterschiedlich schnell umgesetzt; von Neuengamme liegt zum ersten Mal im Jahr 1212 eine urkundliche Erwähnung vor; damals noch als Neue Insel (lat.: nova insula) bezeichnet. 1261 war der Ort Neuengamme bereits existent, und 1316 war das Dorf so groß, dass der erste Pastor in St. Johannis einzog. Das heutige Kirchenschiff (ohne Turm) ist vermutlich der damalige Kirchenbau.

### Deichbauten
Da die eingedeichten Gebiete nur mühsam trockengehalten werden konnten – im Herbst und Winter fast gar nicht – war die Verbindung zwischen den Ortschaften nicht immer sichergestellt. Das wurde häufig zum Problem, als die Bevölkerungszahlen stiegen und die gemeinsame Deichverteidigung wichtiger wurde. Zu diesem Zweck wurden zusätzliche Dämme gebaut, die nicht der Verteidigung gegen Fluten, sondern dem Straßenbau dienten: 1482 wurde ein Verbindungsdeich nach Altengamme aufgeschüttet, 1492 entstand ein solcher Verbindungsdeich nach Kirchwerder. Curslack, das auf der anderen Seite der Dove Elbe direkt gegenüber Neuengammes liegt, konnte nicht auf diese Weise angeschlossen werden; bis zum ersten Brückenschlag wurde der Kontakt mit Fähren aufrechterhalten.

### Brücken, Blumen und Gemüse

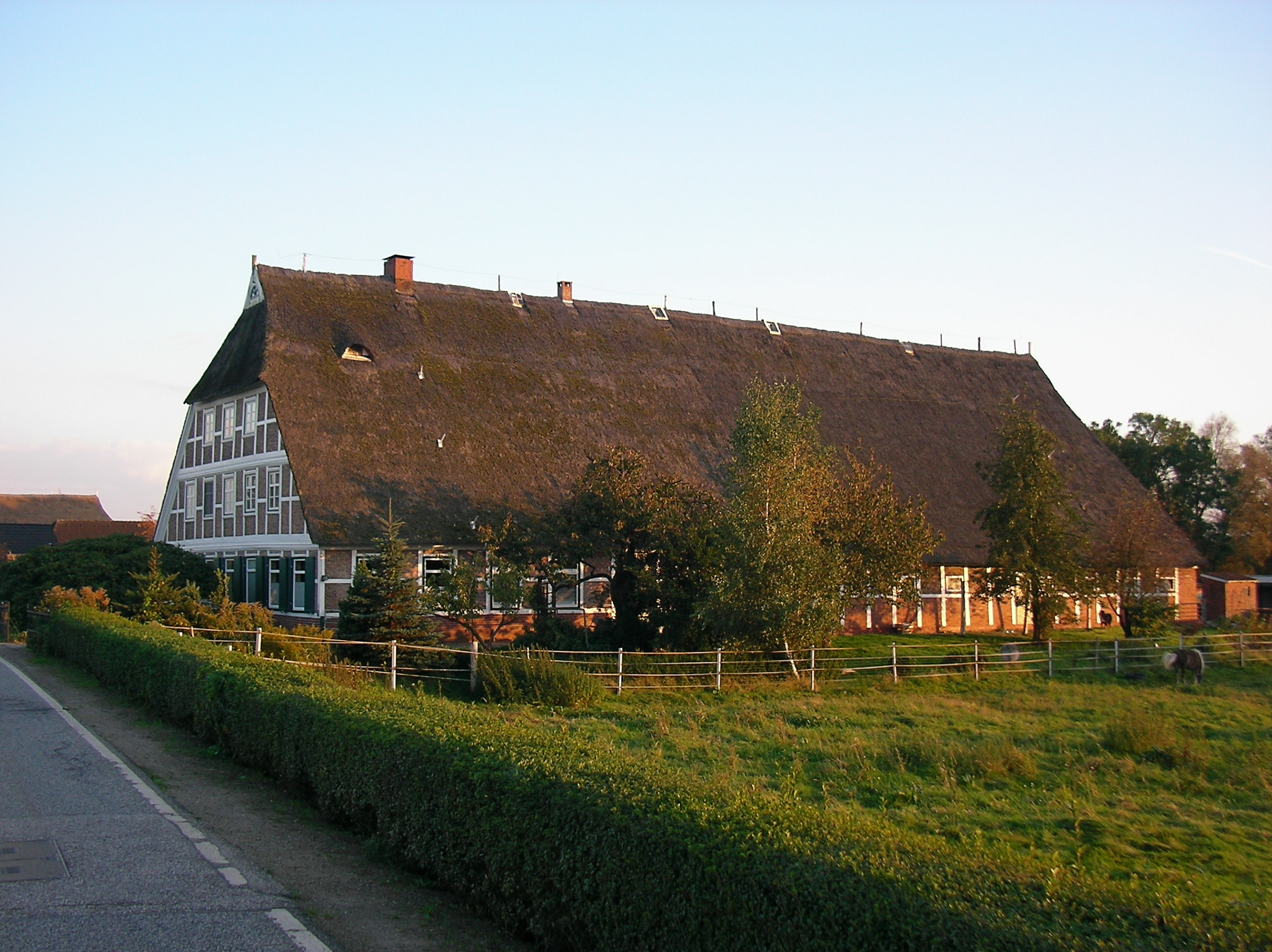
Bauernhaus

Die reichen, fruchtbaren Gebiete der Vierlande, wie die vier Kirchspiele inzwischen genannt werden, hatten gegen einen Hauptgegner zu kämpfen: den nassen Untergrund. Die Schöpfwerke konnten nicht alles Wasser, das sich an den tiefsten Stellen sammelte, zurück in die Elbe transportieren. Erst als ab 1595 die ersten Schöpfwindmühlen die Vierlande erreichten, konnte das Land dauerhaft Ernten einfahren; das nahe, aufstrebende Hamburg war der beste Abnehmer für die Vierländer Produkte.
Die reichen Gebiete ohne militärischen Schutz lockten Interessenten an. 1620 überquerten die Lüneburger die Elbe und verleibten die Vierlande, damit auch Neuengamme, ihrem Herrschaftsgebiet ein. Erst 1867 werden die Vierlande unter Hamburger Verwaltung gestellt.
Der Bau der ersten festen Brücke nach Curslack, die Blaue Brücke, machte aus Neuengamme und Curslack einen Doppelort, der nur durch die schmale Dove Elbe getrennt wird. Weitere Brückenschläge (1873 in Neuengamme-Niederwärts und 1899 die Kirchenbrücke) stärkten diese Verbindung weiter; heute ist es schwierig, die Orte beim Durchqueren auseinanderzuhalten.
Als in der Hamburger Gegend die aus den Niederlanden stammende Mode übernommen wurde, teure Blumen zu züchten und zu zeigen, merkten die geschäftstüchtigen Vierländer, dass mit Blumen mehr Geld zu verdienen ist als mit Blumenkohl. So entstand neben dem Gemüseanbau ab 1675 auch intensive Blumenzucht, die sich bis heute fortsetzt. Erst als um 1880 die Tomatenzucht in den Vierlanden eingeführt wurde, kam der ursprüngliche Gemüseanbau wieder zu Ehren.
Nachdem kurz nach 1900 am nördlichen Ortsrand Erdgas entdeckt worden war, begann eine geringe Industrialisierung des Ortes. Am 4. November 1910 zündete die erste Flamme der Erdgasquelle von Hamburg-Neuengamme. Bis heute wird dieses Erdgas gefördert; die zugehörige Firma ist allerdings nicht in Neuengamme, sondern im benachbarten Bergedorf angesiedelt.

### Konzentrationslager
Über 100.000 Menschen aus ganz Europa wurden im KZ Neuengamme (von Dezember 1938 bis April 1940 Außenlager des KZ Sachsenhausen, danach eigenständiges Hauptlager mit zuletzt über 85 Außenlagern) unter menschenunwürdigen Bedingungen gefangen gehalten. In den Jahren 1940 und 1942 mussten die KZ-Häftlinge einen Kanal zur Dove Elbe graben und diese schiffbar machen, um Ziegel aus dem Stammlager des KZ Neuengamme nach Hamburg transportieren zu können. Dabei wurden etwa 1.600 Häftlinge gezwungen, mit Händen und Schubkarren 213.000 Kubikmeter Erde zu bewegen. Die im Stammlager gefertigten Ziegel sollten im Zuge der Umgestaltung Hamburgs zu einer der Führerstädte bei mehreren repräsentativen Parteibauten, einem 250 Meter hohen Gauhochhaus sowie einer Elbbrücke in der Nähe des heutigen Elbtunnels verbaut werden. Von den bis 1945 im KZ Neuengamme und seinen Außenlagern gefangen gehaltenen Menschen verloren mindestens 42.900 in der Folge der unmenschlichen Arbeits- und Lebensbedingungen, durch direkte Morde und als Opfer der Lagerräumungen ihr Leben: bei Kriegsende versuchte die SS die Spuren des Konzentrationslagers zu verwischen, tausende Häftlinge fanden bei Todesmärschen und bei der Bombardierung der in der Lübecker Bucht liegenden Schiffe Cap Arcona und Thielbek durch britische Hawker Typhoon-Jagdbomber den Tod.
Nach dem Ende des Krieges wurde auf dem ehemaligen KZ-Gelände ein britisches Internierungslager für NS-Funktionäre und ab 1948 ein Gefängnis eingerichtet, das 1970 um den Neubau einer Jugendhaftanstalt erweitert wurde. Heute befindet sich auf dem Gelände des ehemaligen Konzentrationslagers die Gedenkstätte.

## Statistik
(Quelle: )
- Anteil der unter 18-Jährigen: 16,7 % [Hamburger Durchschnitt: 16,8 % (2023)]
- Anteil der über 64-Jährigen: 22,3 % [Hamburger Durchschnitt: 17,8 % (2023)]
- Ausländeranteil: 5,6 % [Hamburger Durchschnitt: 20,7 % (2023)]
- Arbeitslosenquote: 2,9 % [Hamburger Durchschnitt: 6,2 % (2023)]

Das durchschnittliche Einkommen je Steuerpflichtigen beträgt in Neuengamme 49.440 Euro jährlich (2020), der Hamburger Gesamtdurchschnitt liegt bei 48.035 Euro.

## Politik
Für die Wahl zur Hamburgischen Bürgerschaft gehört Neuengamme zum Wahlkreis Bergedorf.
Bei den Bürgerschaftswahlen 2025, 2020, 2015, 2011, 2008, 2004 und 2001 kam es zu folgenden Ergebnissen:
| Wahljahr | SPD    | CDU    | AfD    | Grüne 1) | Linke 2) | FDP    | Übrige    |
| -------- | ------ | ------ | ------ | -------- | -------- | ------ | --------- |
| 2025     | 32,7 % | 30,4 % | 11,8 % | 10,8 %   | 06,6 %   | 01,8 % | 05,9 %    |
| 2020     | 39,8 % | 19,5 % | 05,5 % | 16,8 %   | 06,4 %   | 04,6 % | 07,4 %    |
| 2015     | 45,9 % | 22,5 % | 07,3 % | 09,0 %   | 03,9 %   | 08,2 % | 03,2 %    |
| 2011     | 43,8 % | 33,8 % | –      | 08,2 %   | 03,3 %   | 06,3 % | 04,6 %    |
| 2008     | 23,9 % | 58,3 % | –      | 07,3 %   | 02,8 %   | 04,7 % | 03,0 %    |
| 2004     | 21,8 % | 60,8 % | –      | 06,8 %   | –        | 03,5 % | 07,1 %    |
| 2001     | 27,4 % | 38,1 % | –      | 05,4 %   | 00,2 %   | 04,6 % | 24,3 % 3) |

Bei den Wahlen zur Bezirksversammlung gehört der Stadtteil zum Wahlkreis Vierlande I. Bei Bundestagswahlen zählt Neuengamme zum Bundestagswahlkreis Hamburg-Bergedorf – Harburg.

## Kultur und Sehenswürdigkeiten

### Bauwerke
Sehenswert sind die alten gut erhaltenen Fachwerkhäuser und die

#### St.-Johannis-Kirche

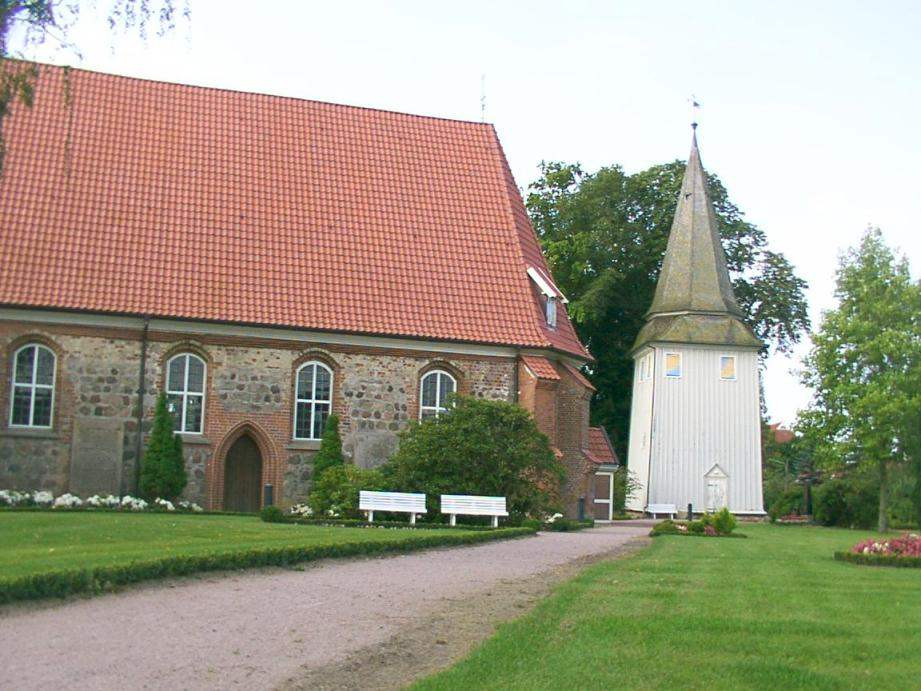
Kirche St. Johannis

Die Kirchengemeinde Neuengamme wurde bereits 1261 urkundlich erwähnt. Das Kirchengebäude ist ein mittelalterlicher Backsteinbau, der zum Teil mit Feldsteinen verkleidet wurde. Genauere Angaben sind nicht überliefert. 1634 wurde eine Orgel von Gottfried Fritzsche eingebaut, deren größter Teil trotz Erneuerungen in den Jahren 1803 und 1861 noch erhalten ist. Zwischen 1801 und 1803 wurde in der Kirche ein Holzgewölbe eingezogen.
Der Glockenturm, eine Holzkonstruktion, die 1630 errichtet und 1750 in ihre heutige Form gebracht wurde, steht um einige Meter versetzt vom Kirchenschiff und hat keinerlei baulichen Kontakt zu ihm. Dies ist eine für die Vierlande übliche Bauweise. Im Turm hängen drei Glocken, die größte wurde 1487 von Geert van Wou gegossen.
Ebenfalls typisch für die Gegend ist der kleine Fachwerkanbau auf der Stirnseite, das so genannte „Brauthaus“ von 1619. Durch diesen Nebeneingang betritt bei Hochzeiten die Braut die Kirche und kann so den gesamten Mittelgang entlang schreiten. Der Haupteingang der Kirche, das „Paradies“, befindet sich dagegen an der Längsseite, direkt vor dem Altarraum.
Der Innenraum der Kirche wurde zwischen 1956 und 1961 behutsam umgestaltet. Gestühlwangen aus dem 17. bis 19. Jahrhundert, Hutständer und Altarbild sind erhalten. Ebenfalls findet sich hier der älteste überkommene Vierländer Grabstein von 1470.

### Öffentliche Einrichtungen
Die Gemeinde St. Johannis zu Neuengamme hat ein Gemeindehaus mit einem Jugendkeller, in dem regelmäßig von Ehrenamtlichen geleitete Disco-Veranstaltungen stattfinden. Außerdem gibt es diverse Freizeit-Aktivitäten mit Haupt- und Ehrenamtlichen, Konfirmanden, Mitgliedern verschiedener Gruppen, die sich im Gemeindehaus treffen (z. B. die Theatergruppe), und jährlich wird ein Fußballturnier organisiert.